# 阿瓦洪區
5°48′57″S 77°23′16″W / 5.8157°S 77.3877°W
阿瓦洪區（西班牙語：Distrito de Awajún），是秘魯的一個區，位於該國中北部聖馬丁大區的里奧哈省，始建於年月日，面積平方公里，海拔高度米，2005年人口，人口密度每平方公里人。